# Mansoa alliacea
Mansoa alliacea hay garlic vine (nho-tỏi) là một loài cây leo có hoa trong họ Chùm ớt. Loài này được (Lam.) A.H.Gentry mô tả khoa học đầu tiên năm 1979..